# Ńemy
Ńemy, właściwie Marcin Niemczyk (ur. 30 marca 1987) – polski producent muzyczny, autor tekstów, wokalista z Sierpca. Założyciel labelu Sick Pro Music.
Zadebiutował w 2006 roku na albumie wrocławskiego rapera L.U.C.-a – Haelucenogenoklektyzm. Przypowieść o zagubieniu w czasoprzestrzeni w piosenkach "Stan haelucynogenny" i "Wysyłam sondę". Rok później Ńemy gościł na albumie L.U.C.-a i Rahima – Homoxymoronomatura w utworze "Dzięki ekstrementom sinic".
W 2009 roku wystąpił na składance MaxFloRec – Podaj dalej w utworze tytułowym m.in. u boku takich wykonawców jak  Lilu, Śliwka Tuitam oraz Eskobar. W 2010 roku muzyk gościł w utworze "Zachęta" wydanym na albumie solowym Rahima – Podróże po amplitudzie. Remiks tegoż utworu trafił ponadto na album Amplifikacja. Rok później Niemczyk gościł na płycie Beer Beer – Wierzę, że dziś nie polegnę w piosence pt. "No Good".
W 2012 roku Ńemy wygrał międzynarodowy konkurs "The Man With The Iron Fists Remix Contest" na najlepszy remiks utworu "Built For This", organizowany przez znanego m.in. z występów w zespole Wu-Tang Clan rapera – RZA.
W tym samym roku Ńemy udzielił się także w Młodych Wilkach – akcji organizowanej przez portal Popkiller. Razem z innymi uczestnikami wystąpił w utworze Prosto z frontu na beacie wyprodukowanym przez O.S.T.R.-a.
W 2013 roku muzyk wystąpił w utworze "Złudzenia", który znalazł się na minialbumie Zaginionego – Czerwone samochody i białe dziewczyny. Następnie raper gościł na płycie L.U.C.-a oraz zespołu Motion Trio zatytułowanej Nic się nie stało w utworze "9 przebudzenie – Miasto harmonii". Latem 2014 roku raper podpisał kontrakt wydawniczy z wytwórnią muzyczną Prosto. Debiutancki album Niemczyka zatytułowany Ń ukazał się 19 września tego samego roku. Nagrania dotarły do 34. miejsca polskiej listy przebojów (OLiS).
W 2017 artysta założył label Sick Pro Music i niezależnie wydał swoją drugą, solową płytę pt. "Skit". Masterowany przez Tima Boycea w nowojorskim studiu Masterdisk, kolejny prawie w  całości wyprodukowany i napisany przez Ńemego "Skit" pełny jest mrocznych synthów, sampli oraz psychodelicznego rapu rodem z Cypress Hill. Na płycie usłyszymy m.in. Bisza, który gościnnie udzielił się w kawałku "Know-How" czy Flamastra, który wyprodukował kawałek pt. "Cowboy".
W 2019 roku, Ńemy podjął pracę nad anglojęzycznym mini-albumem pt. "YALP". Koncept płyty  zawierał połączenie zwrotek w stylu hardcore rap z falsetowymi refrenami – wszystko to w akompaniamencie melodyjnych, quasi-popowych beatów. Dzięki temu autorskiemu połączeniu, Ńemy został okrzyknięty mianem "Producenta roku Hip-hop / R&B" podczas gali "Łowcy" Jägermeistera. Gościnnie na "YALP" udzielił się Waldemar Kasta.
W 2020 roku artysta podjął się wyprodukowania epki, która zrzeszała najciekawszych jego zdaniem reprezentantów polskiego rap-podziemia. W ramach wydawnictwa, producent zorganizował konkurs – "Wbij się na projekt" – który umożliwił wybranemu, nieznanemu artyście zaprezentowanie się w jednym z jego kawałków. Był nim łódzki raper i beatmaker Jeleń, który gościnnie pokazał się w utworze "Licz na siebie".  Dochód z producenckiej składanki w całości trafił na cele charytatywne.
6 listopada 2021 roku, z okazji czwartej rocznicy wydania płyty "Skit", Ńemy opublikował epkę "Pre-skit", która zawiera wczesne, dotąd niepublikowane wersje utworów z projektu.

## Dyskografia
Albumy
| Ń                           | - Data: 19 września 2014 - Wydawca: Prosto - Format: CD, digital download | 34 |
| "—" album nie był notowany. |                                                                           |    |

Inne
| Album                                                                       | Rok  | Utwór | Źródło |
| --------------------------------------------------------------------------- | ---- | --- | ------ |
| L.U.C. – Haelucenogenoklektyzm. Przypowieść o zagubieniu w czasoprzestrzeni | 2006 | gościnnie rap w utworach "Stan haelucynogenny" i "Wysyłam sondę"                                                                                             | [ 2 ]  |
| L.U.C., Rahim – Homoxymoronomatura                                          | 2007 | gościnnie rap w utworze "Dzięki ekstrementom sinic" | [ 3 ]  |
| L.U.C. – Planet L.U.C                                                       | 2008 | gościnnie rap w utworze "Happy End And Up Happy Hands" | [ 25 ] |
| MaxFloRec – Podaj dalej (kompilacja)                                        | 2009 | rap w utworze "Podaj dalej" | [ 4 ]  |
| Rahim – Amplifikacja                                                        | 2010 | gościnnie rap w utworze "Zachęta (DonDe Remix)" | [ 6 ]  |
| Rahim – Podróże po amplitudzie                                              | 2010 | gościnnie rap w utworze "Zachęta" | [ 5 ]  |
| L.U.C. – Planet L.U.C – Energocyrkulacje                                    | 2010 | gościnnie rap w utworze "Magiera – 4 przebudzenie" | [ 26 ] |
| Beer Beer – Wierzę, że dziś nie polegnę                                     | 2011 | gościnnie rap w utworze "No Good" | [ 7 ]  |
| Popkiller Młode Wilki 2012 (kompilacja)                                     | 2012 | rap w utworze "Piach" | [ 27 ] |
| L.U.C., Motion Trio – Nic się nie stało                                     | 2013 | gościnnie rap w utworze "9 przebudzenie – Miasto harmonii"                                                                                                   | [ 12 ] |
| Zaginiony – Czerwone samochody i białe dziewczyny                           | 2013 | gościnnie rap w utworze "Złudzenia" | [ 11 ] |
| L.U.C. – Przekrój                                                           | 2014 | gościnnie rap w utworze "Happy End And Up Happy Hands (Rozkminy)"                                                                                            | [ 28 ] |
| Prosto Mixtape IV (kompilacja)                                              | 2015 | rap w utworze "Skasowany numer" i "Niedopowiedzenia Prosto Remix", produkcja utworu "Niedopowiedzenia Prosto Remix" i koprodukcja utworu "Intro: Za 15 lat " | [ 29 ] |
| Rebel Babel Ensmble – Dialog I                                              | 2015 | gościnnie rap w utworze "Jak słowo daję" | [ 30 ] |

## Teledyski
| Tytuł                       | Rok  | Reżyseria/Realizacja                                 | Album                      | Źródło |
| --------------------------- | ---- | ---------------------------------------------------- | -------------------------- | ------ |
| "Prosto z frontu"           | 2012 | Popkiller Videos                                     | Popkiller młode wilki 2012 | [ 31 ] |
| "Sick Pro"                  | 2012 | —                                                    | Ń                          | [ 32 ] |
| "S.i.e.r.p.c."              | 2013 | Marcin "Ń" Niemczyk, Filip Szawarski                 | Ń                          | [ 33 ] |
| "Guzik" (gościnnie: Biskup) | 2013 | Paulina Moczyńska, Grzegorz Franaszczuk i inni       | Ń                          | [ 34 ] |
| "Tatuuję bity/ Ń (styl)"    | 2014 | Filip Szawarski, Krzysztof Raszkowski, Łukasz Patera | Ń                          | [ 35 ] |
| "Żyć Wietrznie"             | 2014 | Pin-Up                                               | Ń                          | [ 36 ] |
| "#Hot16Challenge"           | 2014 | —                                                    | —                          | [ 37 ] |
| "Jak słowo daję"            | 2015 | Jan Feat., Piotr Bartos, L.U.C.                      | Dialog I                   |        |